# Echiko Maeda
Echiko Maeda, född 31 januari 1952 i Tokyo, är en japansk före detta volleybollspelare.
Maeda blev olympisk guldmedaljör i volleyboll vid sommarspelen 1976 i Montreal.